# عشق دست‌نیافتنی (آلبوم)
الحب المستحیل نام یکی از آلبوم‌های کاظم الساهر، خواننده، شاعر و آهنگساز عراقی است. این آلبوم که مشتمل بر ۱۰ آهنگ می‌باشد در سال ۲۰۰۰ میلادی و توسط شرکت عربستانی روتانا منتشر شد.

## آهنگ‌ها
- «اغازلك» - ۳:۵۰
- «الحب المستحيل» - ۷:۴۲
- «المستبدة» - ۵:۴۵
- «رخصت دمعي» - ۴:۵۰
- «لا تتنهد» - ۴:۴۶
- «مااقدرش» - ۴:۵۰
- «مستقيل» - ۵:۳۹
- «من تكون» - ۵:۱۶
- «والدي الطيب» - ۴:۲۱
- «وعندك عين» - ۵:۰۷